# Aate
| aA | t |

| aA | t |

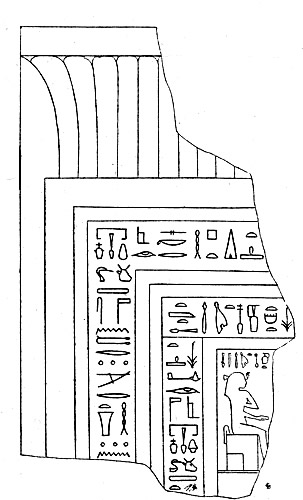
Desenho da porta falsa pertencente à Aate encontrada em Dachur à cerca de

Aate (Aat; lit. “A Grande”) foi uma rainha do antigo Egito da XII dinastia egípcia. De todas as esposas de Amenemés III, apenas o nome dela é conhecido pela arqueologia moderna com alguma certeza.

## Túmulo
Aate foi enterrada sob a pirâmide de Dachur de seu marido junto com outra rainha cujo nome está faltando. Sua câmara mortuária fica abaixo do lado sul pirâmide. Uma caixa com vasos canópicos é colocada no recesso acima da entrada.
Embora a tumba tenha sido roubada na antiguidade, os arqueólogos encontraram o sarcófago, a porta falsa e a mesa de oferendas junto com vários utensílios funerários, como sete tigelas de alabastro em forma de pato, duas cabeças de cana de grandes dimensões, peças de joalharia e um dos navios de copa. Entre os outros objetos de sepultamento da rainha enterrados na sala adjacente, estão tigelas de obsidiana e alabastro, cetro de granito e alabastro enorme e várias joias, junto com pequenos fragmentos de pedra do santuário. Aate tinha cerca de 35 anos na altura da sua morte, outra rainha tinha cerca de 25 anos. Seu esqueleto foi encontrado. Os títulos da Aate incluem: "Esposa do Rei".